# قائمة بعثات مكوك الفضاء الأمريكي

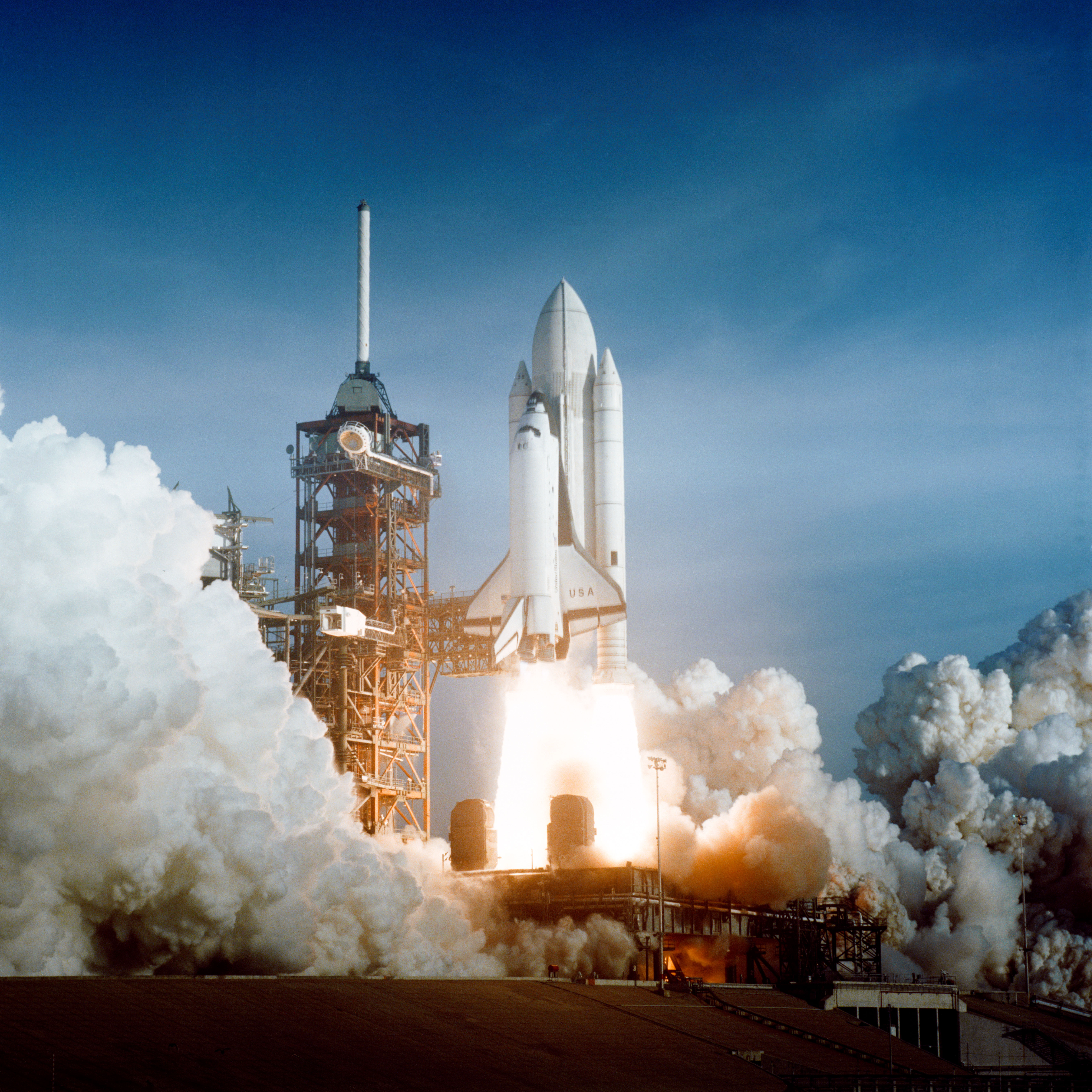
لحظة إطلاق مكوك الفضاء كولومبيا في 12 أبريل 1981 في البعثة رقم إس تي إس-1

بعثات مكوك الفضاء الأمريكي برنامج فضاء من خلال استعمال مركبات فضائية سُميت مكوك فضاء، وهي مركبة قابلة لإعادة الاستعمال، وإرسال تلك المركبات حول مدار الأرض المنخفض، كانت تدير البرنامج وكالة الفضاء الأمريكية ناسا، وضعت خطة البرنامج سنة 1969، تم خلال البرنامج إطلاق ونشر العديد من الأقمار الصناعية والمراصد الفضائية بما فيها مرصد هابل الفضائي، وإجراء العديد من الدراسات والأبحاث العلمية، وبناء وصيانة محطة الفضاء الدولية، بدأ البرنامج سنة 1981 وكانت أول أربع بعثات تجريبية، وخلال سنة 1982 بدأت الرحلات التشغيلية الفعلية.
خلال عاميّ 1981-2011 تم تنفيذ ما مجموعه 135 بعثة فضاء، أطلقت جميعها من مركز كينيدي للفضاء في ولاية فلوريدا، بلغت مدة تلك البعثات 1322 يوماً و 19 ساعة و21 دقيقة و 23 ثانية. كانت البعثة رقم إس تي إس-80 أطول تلك البعثات بسبعة عشر يوماً و 15 ساعة، أما أقصر البعثات فهي بعثة إس تي إس-51-إل بدقيقة و 13 ثانية على متن مكوك الفضاء تشالنجر الذي تحطم بعد إطلاقه بقليل، شمل البرنامج رسو المكوكات على محطة الفضاء الروسية مير تسعة مرات، وزيارة محطة الفضاء الدولية 37 مرة، بلغ أعلى ارتفاع تبلغة البعثات عن المكوك 350 ميلاً خلال صيانة مرصد هابل، بلغ عدد الرواد الذين شاركوا في البرنامج 355 رائداً من 16 دولة، من بين البعثات المائة وخمس وثلاثون هبطت 78 بعثة فضاء في مركز كينيدي و 54 في قاعدة إدواردز الجوية في كاليفورنيا وواحدة في مدرج وايت ساندز في نيومكسيكو.
أول مكوك هو إنتربرايس، لم يكن مزوداً بمحرك ذاتي ولم يكن مصمم للسفر للفضاء بل لإجراء الاختبارات المتعلقة بالتحليق والهبوط، ولم يكن له قدرة على الطيران حول المدار، تم إنشاء أربعة مكوكات للعمل حول المدار هي كولومبيا، تشالنجر، ديسكفري، وأتلانتيس، تحطم كلاً من تشالنجر وكولومبيا في حادثيّ فضاء عاميّ 1986 و 2003 على التوالي، وقد أسفر الحادثين عن مقتل ما مجموعه 14 رائد فضاء، أما المكوك الخامس إنديفور أُنشئ سنة 1991 ليحل بدلاً من تشالنجر، انتهى برنامج بعثات مكوك الفضاء مع نهاية البعثة إس تي إس-135 على متن المكوك أتلانتيس في 21 يوليو 2011.

## ترقيم البعثات

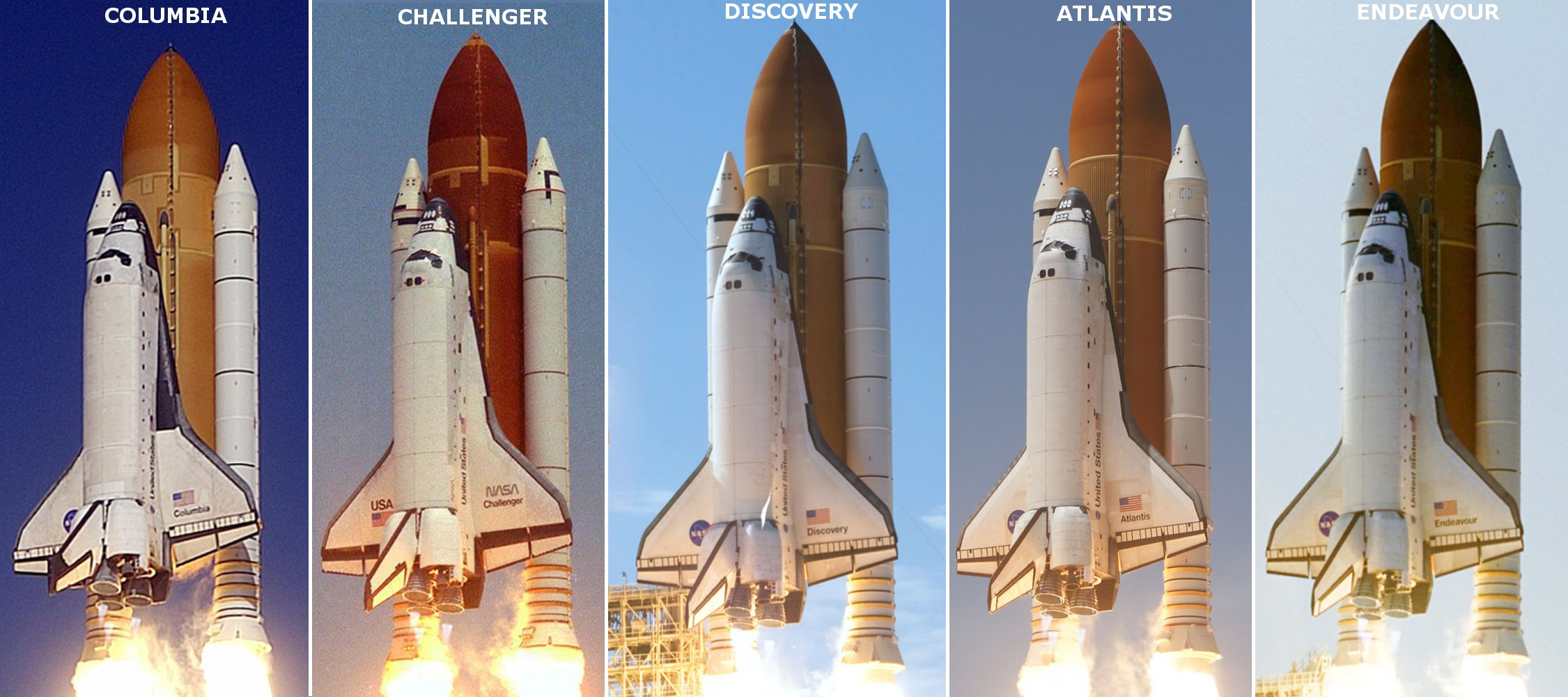
مكوكات البرنامج الخمسة لحظة اطلاقها.

اعتمدت وكالة الفضاء الأمريكية ناسا نظام سُمي إس تي إس (بالإنجليزية: STS)‏ وهي اختصار Space Transportation System في ترقيم بعثات البرنامج، لذلك فجميع البعثات المكوكية كانت تبدأ بـإس تي إس. وأعطيت البعثات أرقام تسلسلية تدل على ترتيبها مثلاً إس تي إس-7. وتجنباً لتكرار كارثة أبولو 13 قرر مدير ناسا جيمس مونتغمري واعتباراً من البعثة العاشرة تجنب استعمال التسلسل المعتمد خوفاً من الرقم 13، والاستعاضة عن نظام الترقيم المعتمد بآخر كي لا يتم الوصول إلى إس تي إس-13،
وذلك اعتباراً من سنة 1984 ليصبح إس تي إس-41-بي مثلاً هو نظام ترقيم الرحلات يشير الرقم 4 إلى الرقم الأول في السنة المالية، والرقم 1 إلى موقع الإطلاق (1 لمركز كينيدي للفضاء و2 لقاعدة فاندنبرغ الجوية علماً انها لم تستعمل)، اما الحرف B فيشير إلى رقم البعثة خلال السنة حسب تسلسل الأحرف الإنجليزية، وتكون البعثة الثالثة خلال سنة 1985 51-سي مسبوقة ب(إس تي إس)، ووفقاً لهذا الترقيم فقد كان مخططاً أن تكون بعثات التسعينيات، تبدأ بالرقم 1 مسبوقة بSTS فيكون رقم البعثة الثالثة من سنة 1995 مثلاً إس تي إس-151-سي.
بعد كارثة تشالنجر، عادت وكالة ناسا لاستعمال نظام الترقيم التسلسلي الذي اتبع في بداية البرنامج، مع احتساب عدد البعثات السابقة، وليس بالضرورة أن تعكس أمر الإطلاق الفعلي حسب التسلسل التاريخي، وكانت البعثة رقم 26 هي أول بعثة بعد الكارثة، وقد رقمت تلك البعثة في حينها بـإس تي إس-26 آر لإزالة الغموض عن الرحلات السابقة، استخدم ذلك الترقيم مدة عامين حتى بعثة إس تي إس-33، وتم إزالة الحرف آر من رقم الرحلات السابقة واللاحقة نتيجة للتغيرات في النظم.

## البعثات

### البعثات التجريبية
تم من خلال المكوك إنتربرايس إجراء 16 تجربة، كان نصفها بدون طاقم، من خلال طائرة حاملة للمكوك، عدد التجارب عبر الطيران الذاتي بعد انفصال المكوك عن الطائرة وتجربة التحليق والهبوط بلغ عددها خمسة تجارب، القائمة التالية تستعرض البعثات التجريبية عبر الطيران الذاتي والفترة التي مكثتها في الجو، ولا تشمل الوقت الذي مكثه المكوك على متن الطائرة الحاملة للمكوك من طراز بوينغ 747.
| البعثة | التاريخ        | المهمة      | المكوك    | الطاقم | مدة التجربة | قاعدة الانطلاق | ملاحظات                                                                                 | مصادر                       |
| ------ | -------------- | ----------- | --------- | ------ | ----------- | -------------- | --------------------------------------------------------------------------------------- | --------------------------- |
| 1      | 12 أغسطس 1977  | آي ال تي-12 | إنتربرايس | 2      | 5 دقائق     | إدواردز        | - أول رحلة من خلال الطيران الذاتي - أول رحلة ذاتية على مكوك إنتربرايس                   | [ 12 ] [ 13 ] [ 14 ] [ 15 ] |
| 2      | 13 سبتمبر 1977 | آي ال تي-13 | إنتربرايس | 2      | 5 دقائق     | إدواردز        | - ثاني طيران ذاتي                                                                       | [ 12 ] [ 13 ]               |
| 3      | 23 سبتمبر 1977 | آي ال تي-14 | إنتربرايس | 2      | 5 دقائق     | إدواردز        | - الطيران الذاتي الثالث                                                                 | [ 12 ] [ 13 ]               |
| 4      | 12 أكتوبر 1977 | آي ال تي-15 | إنتربرايس | 2      | 2 دقيقة     | إدواردز        | - الطيران الذاتي الرابع - أول طيران ذاتي بدون مخروط الذيل (الذي يركب خلف تربينة المحرك) | [ 12 ] [ 13 ] [ 15 ] [ 16 ] |
| 5      | 26 أكتوبر 1977 | آي ال تي-16 | إنتربرايس | 2      | 2 دقيقة     | إدواردز        | - الطيران الذاتي الأخير - آخر طيران للمكوك إنتربرايس                                    | [ 12 ] [ 13 ] [ 17 ]        |

### البعثات حول المدار
| المهمة | تاريخ الانطلاق | البعثة         | المكوك   | الطاقم | المدة            | قاعدة الهبوط | ملاحظات | مصادر                       |
| ------ | -------------- | -------------- | -------- | ------ | ---------------- | ------------ | --- | --------------------------- |
| 1      | 12 أبريل 1981  | إس تي إس-1     | كولومبيا | 2      | 2 يوم و6 ساعات   | إدواردز      | - أول رحلة مكوكية حول المدار - أول رحلة لمكوك كولومبيا | [ 18 ] [ 19 ] [ 20 ]        |
| 2      | 12 نوفمبر 1981 | إس تي إس-2     | كولومبيا | 2      | 2 يوم و6 ساعات   | إدواردز      | - إعادة استعمال أول مكوك فضائي - أول تجربة لذراع الروبوت - تقليص مدة الرحلة بسبب مشكلة في خزان الوقود                                                                                                   | [ 21 ] [ 22 ] [ 23 ]        |
| 3      | 22 مارس 1982   | إس تي إس-3     | كولومبيا | 2      | 8 أيام           | وايت ساندز   | - الرحلة الأولى والأخيرة التي تهبط على مدرج وايت ساندز | [ 24 ] [ 25 ] [ 26 ]        |
| 4      | 27 يونيو 1982  | إس تي إس-4     | كولومبيا | 2      | 7 أيام وساعة     | إدواردز      | - أول بعثة خاصة بوزارة الدفاع | [ 27 ] [ 28 ] [ 29 ] [ 30 ] |
| 5      | 11 نوفمبر 1982 | إس تي إس-5     | كولومبيا | 4      | 5 أيام وساعتين   | إدواردز      | - نشر قمر صناعي للاتصالات - أول إلغاء لعملية سير في الفضاء كان مخططاً لها | [ 31 ] [ 32 ] [ 33 ] [ 34 ] |
| 6      | 4 أبريل 1983   | إس تي إس-6     | تشالنجر  | 4      | 5 أيام           | إدواردز      | - نشر قمر تتبع وترحيل بيانات الأقمار الصناعية - أول رحلات المكوك تشالنجر - أول عملية سير في الفضاء | [ 35 ] [ 36 ]               |
| 7      | 18 يونيو 1983  | إس تي إس-7     | تشالنجر  | 5      | 6 أيام وساعتين   | إدواردز      | - أول سيدة أمريكية في الفضاء سالي رايد - نشر قمر صناعي متعدد الأغراض - أول عملية نشر واسترجاع قمر صناعي                                                                                                 | [ 37 ] [ 38 ]               |
| 8      | 30 أغسطس 1983  | إس تي إس-8     | تشالنجر  | 5      | 6 أيام وساعة     | إدواردز      | - نشر قمر صناعي - أول رائد فضاء أمريكي من أصل أفريقي غويون بلوفورد - اختبار ذراع الربورت - أول هبوط خلال الليل                                                                                          | [ 39 ] [ 40 ]               |
| 9      | 28 نوفمبر 1983 | إس تي إس-9     | كولومبيا | 6      | 10 أيام و7 ساعات | إدواردز      | - المهمة الأولى لمختبر فضائي على متن المكوك - أول مشاركة من قبل رائد من وكالة الفضاء الأوروبية في مهمة لمكوك أمريكي أولف ميربولد                                                                        | [ 41 ] [ 42 ]               |
| 10     | 3 فبراير 1984  | إس تي إس-41-بي | تشالنجر  | 5      | 7 أيام و23 ساعة  | كينيدي       | - نشر قمرين صناعيين - أول مره يتم إجراء سير في الفضاء من خلال ارتداء جهاز دفع من قبل بروس مكاندلس - أول هبوط في مركز كينيدي للفضاء                                                                      | [ 43 ] [ 44 ]               |
| 11     | 6 أبريل 1984   | إس تي إس-41-سي | تشالنجر  | 5      | 6 أيام و23 ساعة  | إدواردز      | - أول مرة يتم إنقاذ قمر صناعي من قبل رواد الفضاء - نشر مركبة للأبحاث الفضائية | [ 45 ] [ 46 ] [ 47 ]        |
| 12     | 30 أغسطس 1984  | إس تي إس-41-دي | ديسكفري  | 6      | 6 أيام           | إدواردز      | - نشر قمر صناعي متعدد الأغراض - أول بعثة على مكوك ديسكفري - إجراء اختبار للمجموعة الشمسية | [ 48 ] [ 49 ]               |
| 13     | 5 أكتوبر 1984  | إس تي إس-41-جي | تشالنجر  | 7      | 8 أيام و5 ساعات  | كينيدي       | - نشر أقمار صناعية تتعلق بدراسة الأرض - أول بعثة تشارك بها سيدتين هما سالي رايد وكاثرين سوليفان - أول سيدة تمارس نشاط السير في الفضاء وهي كاثرين سوليفان - أول كندي في الفضاء مارك غارنو                | [ 50 ] [ 51 ]               |
| 14     | 8 نوفمبر 1984  | إس تي إس-51-آي | ديسكفري  | 5      | 7 أيام و23 ساعة  | كينيدي       | - نشر أقمار اصطناعية متعددة الأغراض - استرجاع قمرين صناعيين هما بلبا 2 وويستر1 | [ 52 ] [ 53 ]               |
| 15     | 24 يناير 1985  | إس تي إس-51-سي | ديسكفري  | 5      | 3 أيام وساعة     | كينيدي       | - أول بعثة تنفيذية تخص وزارة الدفاع في مهمة ذات طابع سري - نشر قمر ماغنوم الصناعي لأغراض التجسس | [ 28 ] [ 54 ] [ 55 ]        |
| 16     | 12 أبريل 1985  | إس تي إس-51-دي | ديسكفري  | 7      | 6 أيام و23 ساعة  | كينيدي       | - نشر قمر صناعي متعدد الأغراض - أول مهمة يشارك فيها رجل سياسي وهو جاك غارن - أول عملية صيانة من خلال السير في الفضاء لاصلاح القمر سينكوم                                                                | [ 56 ] [ 57 ]               |
| 17     | 29 أبريل 1985  | إس تي إس-51-بي | تشالنجر  | 7      | 7 أيام           | إدواردز      | - أول مهمة يتم فيها تشغيل المختبر الفضائي - إجراء تجارب تتعلق بالجاذبية الصغرى | [ 58 ] [ 59 ]               |
| 18     | 17 يونيو 1985  | إس تي إس-51-جي | ديسكفري  | 7      | 7 أيام وساعة     | إدواردز      | - نشر قمر صناعي متعدد الأغراض - أول عضو من عائلة ملكية، وأول سعودي ومسلم وعربي الأمير سلطان بن سلمان | [ 60 ] [ 61 ]               |
| 19     | 29 يوليو 1985  | إس تي إس-51-اف | تشالنجر  | 7      | 7 ساعات و22 ساعة | إدواردز      | - مهمة مختبر فضائي - تأخير موعد اطلاق المكوك بسبب فشل في معالجة الإطلاق، وقد أدى إلى بلوغ مدار أقل من الذي كان مخططاً له. - تم تحقيق جميع الأهداف التي خطط لها                                           | [ 62 ] [ 63 ]               |
| 20     | 27 أغسطس 1985  | إس تي إس-51-اي | ديسكفري  | 5      | 7 أيام وساعتين   | إدواردز      | - نشر قمر صناعي متعدد - مهمة لإنقاذ القمر سينكوم3 | [ 64 ] [ 65 ]               |
| 21     | 3 أكتوبر 1985  | إس تي إس-51-جا | أتلانتيس | 5      | 4 أيام وساعة     | إدواردز      | - المهمة التنفيذية الثانية لوزارة الدفاع - نشر نظام أقمار صناعية لوزارة الدفاع - أول رحلة للمكوك أتلانتيس                                                                                               | [ 28 ] [ 66 ] [ 67 ]        |
| 22     | 30 أكتوبر 1985 | إس تي إس-61-آي | تشالنجر  | 8      | 7 أيام           | إدواردز      | - أكبر طاقم رحلة فضائية - ثالث رحلة يتم فيها تشغيل المختبر الفضائي - إجراء تجارب في الجاذبية - مولت ألمانيا الرحلة - آخر رحلة ناجحة تنفذ من خلال مكوك تشالنجر - المشاركة الأولى لرائد هولندي وبو أوكليس | [ 68 ] [ 69 ]               |
| 23     | 26 نوفمبر 1985 | إس تي إس-61-بي | أتلانتيس | 7      | 6 أيام و12 ساعة  | إدواردز      | - نشر أقمار صناعية متعددة الأغراض - إجراء تجارب الوصول السريع من خلال النشاط خارج المركبة - أول مكسيكي في الفضاء رودولفو نيري فيلا                                                                      | [ 70 ] [ 71 ]               |
| 24     | 12 يناير 1986  | إس تي إس-61-سي | كولومبيا | 7      | 6 أيام وساعتين   | إدواردز      | - نشر قمر صناعي - مشاركة عضو مجلس الشيوخ بيل نيلسون | [ 72 ] [ 73 ]               |
| 25     | 28 يناير 1986  | إس تي إس-51-إل | تشالنجر  | 7      | دقيقة و13 ثانية  | لايوجد       | - كان مخطط أن تقوم الرحلة بمهمة نشر قمر تتبع وترحيل بيانات الأقمار الصناعية - تحطم المكوك ومقتل طاقمة                                                                                                   | [ 74 ] [ 75 ]               |
| 26     | 29 سبتمبر 1988 | إس تي إس-26آر  | ديسكفري  | 5      | 4 أيام وساعة     | إدواردز      | - نشر قمر تتبع وترحيل بيانات الأقمار الصناعية - أول رحلة بعد كارثة تشالنجر | [ 76 ] [ 77 ]               |
| 27     | 2 ديسمبر 1988  | إس تي إس-27آر  | أتلانتيس | 5      | 4 أيام و9 ساعات  | إدواردز      | - ثالث مهمة سرية لوزارة الدفاع - نشر قمر لاكروس | [ 28 ] [ 78 ] [ 79 ]        |
| 28     | 13 مارس 1989   | إس تي إس-29آر  | ديسكفري  | 5      | 4 أيام و23 ساعة  | إدواردز      | - نشر قمر تتبع وترحيل بيانات الأقمار الصناعية - كاميرا آيماكس | [ 80 ] [ 81 ]               |
| 29     | 4 مايو 1989    | إس تي إس-30آر  | أتلانتيس | 5      | 4 أيام           | إدواردز      | - نشر مسبار ماجلان | [ 82 ] [ 83 ]               |
| 30     | 8 أغسطس 1989   | إس تي إس-28آر  | كولومبيا | 5      | 5 أيام وساعة     | إدواردز      | - رابع مهمة تنفيذية لوزارة الدفاع - نشر نظام بيانات أقمار صناعية | [ 28 ] [ 84 ] [ 85 ]        |
| 31     | 18 أكتوبر 1989 | إس تي إس-34آر  | أتلانتيس | 5      | 4 أيام و23 ساعة  | إدواردز      | - نشر مسبار غاليليو لدراسة كوكب المشتري - كاميرا آيماكس | [ 86 ] [ 87 ]               |
| 32     | 22 نوفمبر 1989 | إس تي إس-33آر  | ديسكفري  | 5      | 5 أيام           | إدواردز      | - خامس مهمة تنفيذية لوزارة الدفاع - نشر قمر التجسس ماغنوم | [ 28 ] [ 88 ] [ 89 ]        |
| 33     | 9 يناير 1990   | إس تي إس-32    | كولومبيا | 5      | 10 أيام و21 ساعة | إدواردز      | - نشر قمر IV-F5 التابع لبرنامج سينكوم - استرجاع مرفق التعرض - كاميرا آيماكس | [ 90 ] [ 91 ]               |
| 34     | 28 فبراير 1990 | إس تي إس-36    | أتلانتيس | 5      | 4 أيام و10 ساعات | إدواردز      | - سادس مهمة تنفيذية لوزارة الدفاع - نشر قمر تجسس | [ 28 ] [ 92 ] [ 93 ]        |
| 35     | 24 أبريل 1990  | إس تي إس-31    | ديسكفري  | 5      | 5 أيام وساعة     | إدواردز      | - نشر مرصد هابل الفضائي | [ 94 ] [ 95 ]               |
| 36     | 6 أكتوبر 1990  | إس تي إس-41    | ديسكفري  | 5      | 4 أيام وساعتين   | إدواردز      | - نشر مسبار يوليوس لاستكشاف المنطقة القطبية | [ 96 ] [ 97 ]               |
| 37     | 15 نوفمبر 1990 | إس تي إس-38    | أتلانتيس | 5      | 4 أيام و21 ساعة  | كينيدي       | - سابع مهمة تنفيذية لوزارة الدفاع - نشر نظام قمر صناعي للاتصالات العسكرية (SDS) | [ 28 ] [ 98 ] [ 99 ]        |
| 38     | 2 ديسمبر 1990  | إس تي إس-35    | كولومبيا | 7      | 8 أيام و23 ساعة  | إدواردز      | - استخدام مرصد أسترو-1 | [ 100 ] [ 101 ]             |
| 39     | 5 أبريل 1991   | إس تي إس-37    | أتلانتيس | 5      | 5 أيام و23 ساعة  | إدواردز      | - نشر مرصد كومبتون لأشعة غاما | [ 102 ] [ 103 ]             |
| 40     | 28 أبريل 1991  | إس تي إس-39    | ديسكفري  | 7      | 8 أيام و7ساعات   | كينيدي       | - أول بعثة غير مصنفة لوزارة الدفاع - إجراء تجارب علمية عسكرية | [ 28 ] [ 104 ] [ 105 ]      |
| 41     | 5 يونيو 1991   | إس تي إس-40    | كولومبيا | 7      | 9 أيام وساعتين   | إدواردز      | - مهمة مختبر فضاء | [ 106 ] [ 107 ]             |
| 42     | 2 أغسطس 1991   | إس تي إس-43    | أتلانتيس | 5      | 8 أيام و21 ساعة  | كينيدي       | - نشر قمر TDRS | [ 108 ] [ 109 ]             |
| 43     | 12 سبتمبر 1991 | إس تي إس-48    | ديسكفري  | 5      | 5 أيام و8 ساعات  | إدواردز      | - نشر محطة فضاء لدراسة الغلاف الجوي | [ 110 ] [ 111 ]             |
| 44     | 24 نوفمبر 1991 | إس تي إس-44    | أتلانتيس | 6      | 6 أيام و22 ساعة  | إدواردز      | - نشر قمر صناعي للاستطلاع لمصلحة القوات الجوية الأمريكية | [ 112 ] [ 113 ]             |
| 45     | 22 يناير 1992  | إس تي إس-42    | ديسكفري  | 7      | 8 أيام وساعة     | إدواردز      | - مهمة مختبر فضائي | [ 114 ] [ 115 ]             |
| 46     | 24 مارس 1992   | إس تي إس-45    | أتلانتيس | 7      | 8 أيام و22 ساعة  | كينيدي       | - نشر مختبر أطلس | [ 116 ] [ 117 ]             |
| 47     | 7 مايو 1992    | إس تي إس-49    | إنديفور  | 7      | 8 أيام و21 ساعة  | إدواردز      | - صيانة القمر إنتل سات - أول مهمة للمكوك إنديفور - أول عملية نشاط خارج المركبة تنفذ من قبل ثلاثة رواد - تنفيذ عدة مهمات لمحطة فضاء تجريبية                                                              | [ 118 ] [ 119 ]             |
| 48     | 25 يونيو 1992  | إس تي إس-50    | كولومبيا | 7      | 13 يوم و19 ساعة  | كينيدي       | - مهمة للمختبر الفضائي | [ 120 ] [ 121 ]             |
| 49     | 31 يوليو 1992  | إس تي إس-46    | أتلانتيس | 7      | 7 أيام و23 ساعة  | كينيدي       | - نشر الناقل الأوروبي (يوروكا) - نشر حبال فضاء للدفع من قبل ناسا ووكالة الفضاء الإيطالية | [ 122 ] [ 123 ]             |
| 50     | 12 سبتمبر 1992 | إس تي إس-47    | إنديفور  | 7      | 7 أيام و22 ساعة  | كينيدي       | - مهمة مختبر فضائي - أول رحلة تشارك فيها أمرأه من أصول أفريقية ماي جيميسون - المهمة ممولة من اليابان | [ 124 ] [ 125 ]             |
| 51     | 22 أكتوبر 1992 | إس تي إس-52    | كولومبيا | 6      | 9 أيام و20 ساعة  | كينيدي       | - نشر قمر لاغوس2 للبحث العلمي - إجراء تجارب في الجاذبية | [ 126 ] [ 127 ]             |
| 52     | 2 أكتوبر 1992  | إس تي إس-53    | ديسكفري  | 5      | 7 أيام و7 ساعات  | إدواردز      | - مهمة سرية لوزارة الدفاع المهمة العاشرة والأخيرة للوزارة - من المحتمل أنه تم خلال البعثة نشر نظام أقمار صناعية للاتصالات العسكرية                                                                      | [ 28 ] [ 128 ] [ 129 ]      |
| 53     | 13 يناير 1993  | إس تي إس-54    | إنديفور  | 5      | 5 أيام و23 ساعة  | كينيدي       | - نشر قمر تتبع وترحيل بيانات الأقمار الصناعية | [ 130 ] [ 131 ]             |
| 54     | 8 أبريل 1993   | إس تي إس-56    | ديسكفري  | 5      | 9 أيام و6 ساعات  | كينيدي       | - تجربة أطلس | [ 132 ] [ 133 ]             |
| 55     | 26 أبريل 1993  | إس تي إس-55    | كولومبيا | 7      | 9 أيام و23 ساعة  | إدواردز      | - مختبر فضاء - البعثة ممولة من ألمانيا | [ 134 ] [ 135 ]             |
| 56     | 21 يونيو 1993  | إس تي إس-57    | إنديفور  | 6      | 9 أيام و23 ساعة  | كينيدي       | - إجراء تجارب علمية من خلال مختبر فضائي - استرجاع الناقل الأوروبي يوروكا | [ 136 ] [ 137 ]             |
| 57     | 12 سبتمبر 1993 | إس تي إس-51    | ديسكفري  | 5      | 9 أيام و20 ساعة  | كينيدي       | - نشر قمر لتكنولوجيا الاتصالات الساتلية - تسجيل وعرض لقطات من الفضاء باستخدام تقنية آيماكس | [ 138 ] [ 139 ]             |
| 58     | 18 أكتوبر 1993 | إس تي إس-58    | كولومبيا | 7      | 14 يوم           | إدواردز      | - مهمة مختبر فضائي | [ 140 ] [ 141 ]             |
| 59     | 2 ديسمبر 1993  | إس تي إس-61    | إنديفور  | 7      | 10 أيام و19 ساعة | كينيدي       | - صيانة مرصد هابل الفضائي | [ 142 ] [ 143 ]             |
| 60     | 3 فبراير 1994  | إس تي إس-60    | ديسكفري  | 6      | 7 أيام و6 ساعات  | كينيدي       | - لمصلحة مؤسسة استروتيش - منصة منبر العلوم التجريبية | [ 144 ] [ 145 ]             |
| 61     | 4 مارس 1994    | إس تي إس-62    | كولومبيا | 5      | 13 يوم و23 ساعة  | كينيدي       | - إجراء تجارب الجاذبية الصغرى | [ 146 ] [ 147 ]             |
| 62     | 9 أبريل 1994   | إس تي إس-59    | إنديفور  | 6      | 11 يوم و5 ساعات  | إدواردز      | - تجارب مختبر فضائي | [ 148 ] [ 149 ]             |
| 63     | 8 يوليو 1994   | إس تي إس-65    | كولومبيا | 7      | 14 يوم و17 ساعة  | كينيدي       | - مهمة لمختبر فضائي | [ 150 ] [ 151 ]             |
| 64     | 9 سبتمبر 1994  | إس تي إس-64    | ديسكفري  | 6      | 10 أيام و22 ساعة | إدواردز      | - إجراء تجارب علمية متنوعة | [ 152 ] [ 153 ]             |
| 65     | 30 سبتمبر 1994 | إس تي إس-68    | إنديفور  | 6      | 11 يوم و5 ساعات  | إدواردز      | - إجراء تجارب من خلال مختبر فضائي | [ 154 ] [ 155 ]             |
| 66     | 3 نوفمبر 1994  | إس تي إس-66    | أتلانتيس | 6      | 10 أيام و22 ساعة | إدواردز      | - نشر مختبر أطلس | [ 156 ] [ 157 ]             |
| 67     | 3 فبراير 1995  | إس تي إس-63    | ديسكفري  | 6      | 8 أيام و6 ساعات  | كينيدي       | - الإلتقاء مع مير - لمصلحة مؤسسة استروتيش - كاميرا آيماكس | [ 158 ] [ 159 ]             |
| 68     | 2 مارس 1995    | إس تي إس-67    | إنديفور  | 7      | 16 يوم و15 ساعة  | إدواردز      | - نشر أسترو2 | [ 160 ] [ 161 ]             |
| 69     | 27 يونيو 1995  | إس تي إس-71    | أتلانتيس | 7 /8   | 9 أيام و19 ساعة  | كينيدي       | - أول عملية رسو على محطة مير ضمن برنامج شاتل-مير | [ 162 ] [ 163 ]             |
| 70     | 13 يوليو 1995  | إس تي إس-70    | ديسكفري  | 5      | 8 أيام و22 ساعة  | كينيدي       | - نشر قمر تتبع وترحيل بيانات الأقمار الصناعية | [ 164 ] [ 165 ]             |
| 71     | 7 سبتمبر 1995  | إس تي إس-69    | إنديفور  | 5      | 10 أيام و20 ساعة | كينيدي       | - إجراء تجارب علمية متنوعة | [ 166 ] [ 167 ]             |
| 72     | 20 أكتوبر 1995 | إس تي إس-73    | كولومبيا | 7      | 15 يوم و21 ساعة  | كينيدي       | - مهمة لمختبر فضائي | [ 168 ] [ 169 ]             |
| 73     | 12 نوفمبر 1995 | إس تي إس-74    | أتلانتيس | 5      | 8 أيام و4 ساعات  | كينيدي       | - الرسو الثاني على محطة مير - تسليم وحدة لرسو المركبات للمحطة - تضمنت الحمولة كاميرا آيماكس | [ 170 ] [ 171 ]             |
| 74     | 11 يناير 1996  | إس تي إس-72    | إنديفور  | 6      | 8 أيام و22 ساعة  | كينيدي       | - استرجاع وحدة فضاء يابانية - تنفيذ عمليتيّ سير في الفضاء | [ 172 ] [ 173 ]             |
| 75     | 22 فبراير 1996 | إس تي إس-75    | كولومبيا | 7      | 15 يوم و17 ساعة  | كينيدي       | - إعادة تركيب حبل فضائي، فُقد بسبب الكسر | [ 174 ] [ 175 ]             |
| 76     | 22 مارس 1996   | إس تي إس-76    | أتلانتيس | 6 /5   | 9 أيام و5 ساعات  | إدواردز      | - الرسو على محطة مير | [ 176 ] [ 177 ]             |
| 77     | 19 مايو 1996   | إس تي إس-77    | إنديفور  | 6      | 10 أيام          | كينيدي       | - لمصلحة مؤسسة استروتيش | [ 178 ] [ 179 ]             |
| 78     | 20 يونيو 1996  | إس تي إس-78    | كولومبيا | 7      | 16 يوم و21 ساعة  | كينيدي       | - مهمة مختبر فضائي | [ 180 ] [ 181 ]             |
| 79     | 16 سبتمبر 1996 | إس تي إس-79    | أتلانتيس | 6/6    | 10 أيام و3 ساعات | كينيدي       | - الرسو على محطة مير | [ 182 ] [ 183 ]             |
| 80     | 19 نوفمبر 1996 | إس تي إس-80    | كولومبيا | 5      | 17 يوم و15 ساعة  | كينيدي       | - منبر العلوم التجريبية - دوران واسترجاع قمر بيليت2 | [ 184 ] [ 185 ]             |
| 81     | 12 يناير 1997  | إس تي إس-81    | أتلانتيس | 6/6    | 10 أيام و4 ساعات | كينيدي       | - الرسو على محطة مير | [ 186 ] [ 187 ]             |
| 82     | 11 فبراير 1997 | إس تي إس-82    | ديسكفري  | 7      | 9 أيام و23 ساعة  | كينيدي       | - صيانة مرصد هابل الفضائي | [ 188 ] [ 189 ]             |
| 83     | 4 أبريل 1997   | إس تي إس-83    | كولومبيا | 7      | 3 أيام و23 ساعة  | كينيدي       | - مهمة مختبر فضائي - تقليص مدة الرحلة بسبب مشكلة في خزان الوقود | [ 190 ] [ 191 ]             |
| 84     | 15 مايو 1997   | إس تي إس-84    | أتلانتيس | 7/7    | 09d 05h          | كينيدي       | - الرسو على محطة مير | [ 192 ] [ 193 ]             |
| 85     | 1 يوليو 1997   | إس تي إس-94    | كولومبيا | 7      | 15 يوم و16 ساعة  | كينيدي       | - مهمة مختبر فضائي | [ 194 ] [ 195 ]             |
| 86     | 7 أغسطس 1997   | إس تي إس-85    | ديسكفري  | 6      | 11 يوم و20 ساعة  | كينيدي       | - نشر واسترجاع مطياف الأشعة تحت الحمراء للغلاف الجوي | [ 196 ] [ 197 ]             |
| 87     | 25 سبتمبر 1997 | إس تي إس-86    | أتلانتيس | 7/7    | 10 أيام و19 ساعة | كينيدي       | - الرسو على محطة مير | [ 198 ] [ 199 ]             |
| 88     | 19 نوفمبر 1997 | إس تي إس-87    | كولومبيا | 6      | 15 يوم و16 ساعة  | كينيدي       | - إجراء تجارب في الجاذبية - إجراء عمليتيّ سير في الفضاء | [ 200 ] [ 201 ]             |
| 89     | 22 يناير 1998  | إس تي إس-89    | إنديفور  | 7/7    | 8 أيام و19 ساعة  | كينيدي       | - رسو المكوك على محطة مير | [ 202 ] [ 203 ]             |
| 90     | 17 أبريل 1998  | إس تي إس-90    | كولومبيا | 7      | 15 يوم و21 ساعة  | كينيدي       | - مهمة مختبر فضائي | [ 204 ] [ 205 ]             |
| 91     | 2 يونيو 1998   | إس تي إس-91    | ديسكفري  | 6 /7   | 9 أيام و19 ساعة  | كينيدي       | - آخر رسو على محطة مير | [ 206 ] [ 207 ]             |
| 92     | 29 أكتوبر 1998 | إس تي إس-95    | ديسكفري  | 7      | 8 أيام و21 ساعة  | كينيدي       | - لمصلحة مؤسسة استروتيش - جون غلين يطير مرة أخرى | [ 208 ] [ 209 ]             |
| 93     | 4 ديسمبر 1998  | إس تي إس-88    | إنديفور  | 6      | 11 يوم و19 ساعة  | كينيدي       | - مهمة تجميع محطة الفضاء الدولية البعثة الدولية الثانية للمحطة - أول رحلة للبرنامج إلى محطة الفضاء الدولية                                                                                              | [ 210 ] [ 211 ]             |
| 94     | 27 مايو 1999   | إس تي إس-96    | ديسكفري  | 7      | 9 أيام و19 ساعة  | كينيدي       | - امدادات لمحطة الفضاء الدولية | [ 212 ] [ 213 ]             |
| 95     | 23 يوليو 1999  | إس تي إس-93    | كولومبيا | 5      | 4 أيام و22 ساعة  | كينيدي       | - نشر مرصد تشاندرا الفضائي للأشعة السينية | [ 214 ] [ 215 ]             |
| 96     | 19 ديسمبر 1999 | إس تي إس-103   | ديسكفري  | 7      | 7 أيام و23 ساعة  | كينيدي       | - صيانة مرصد هابل الفضائي | [ 216 ] [ 217 ]             |
| 97     | 11 فبراير 2000 | إس تي إس-99    | إنديفور  | 6      | 11 يوم و5 ساعات  | كينيدي       | - مهمة في مجال تقديم بيانات رقمية عن طبوغرافية الأرض، من خلال التصوير الراداري | [ 218 ] [ 219 ]             |
| 98     | 19 مايو 2000   | إس تي إس-101   | أتلانتيس | 7      | 9 أيام و21 ساعة  | كينيدي       | - بعثة امداد لمحطة الفضاء الدولية | [ 220 ] [ 221 ]             |
| 99     | 8 سبتمبر 2000  | إس تي إس-106   | أتلانتيس | 7      | 11 يوم و19 ساعة  | كينيدي       | - بعثة امداد لمحطة الفضاء الدولية | [ 222 ] [ 223 ]             |
| 100    | 11 أكتوبر 2000 | إس تي إس-92    | ديسكفري  | 7      | 12 يوم و21 ساعة  | إدواردز      | - تجميع وترتيب دعامات في محطة الفضاء الدولية | [ 224 ] [ 225 ]             |
| 101    | 30 نوفمبر 2000 | إس تي إس-97    | إنديفور  | 5      | 10 أيام و19 ساعة | كينيدي       | - تجميع المصفوفات الشمسية ومشعات في محطة الفضاء الدولية | [ 226 ] [ 227 ]             |
| 102    | 7 فبراير 2001  | إس تي إس-98    | أتلانتيس | 5      | 12 يوم و21 ساعة  | إدواردز      | - تركيب مختبر ديستني في محطة الفضاء الدولية | [ 228 ] [ 229 ]             |
| 103    | 8 مارس 2001    | إس تي إس-102   | ديسكفري  | 7/7    | 12 يوم و19 ساعة  | كينيدي       | - امدادات لمحطة الفضاء الدولية وحصول مبادلة في الطاقم | [ 230 ] [ 231 ]             |
| 104    | 19 أبريل 2001  | إس تي إس-100   | إنديفور  | 7      | 11 يوم و21 ساعة  | إدواردز      | - تجميع الذراع الروبوتية في محطة الفضاء الدولية - أول كندي يقوم بعملية سير في الفضاء كريس هادفيلد | [ 232 ] [ 233 ]             |
| 105    | 12 يوليو 2001  | إس تي إس-104   | أتلانتيس | 5      | 12 يوم و18 ساعة  | كينيدي       | - تجميع وحدة الضغط المشترك في محطة الفضاء الدولية | [ 234 ] [ 235 ]             |
| 106    | 10 أغسطس 2001  | إس تي إس-105   | ديسكفري  | 7/7    | 11 يوم و21 ساعة  | كينيدي       | - تقديم امدادات لمحطة الفضاء الدولية مع تبادل الطاقم | [ 236 ] [ 237 ]             |
| 107    | 5 ديسمبر 2001  | إس تي إس-108   | إنديفور  | 7/7    | 11 يوم و19 ساعة  | كينيدي       | - تقديم امدادات لمحطة الفضاء الدولية مع تبادل الطاقم | [ 238 ] [ 239 ]             |
| 108    | 1 مارس 2002    | إس تي إس-109   | كولومبيا | 7      | 10 أيام و22 ساعة | كينيدي       | - صيانة مرصد هابل الفضائي - آخر مهمة ناجحة لمكوك كولومبيا | [ 240 ] [ 241 ]             |
| 109    | 8 أبريل 2002   | إس تي إس-110   | أتلانتيس | 7      | 10 أيام و19 ساعة | كينيدي       | - رحلة تجميع لمحطة الفضاء الدولية | [ 242 ] [ 243 ]             |
| 110    | 5 يونيو 2002   | إس تي إس-111   | إنديفور  | 7/7    | 13 يوم و20 ساعة  | إدواردز      | - تقديم امدادات لمحطة الفضاء الدولية وتبادل الطاقم - صيانة نظام قاعدة الاتصال في المحطة | [ 244 ] [ 245 ]             |
| 111    | 7 أكتوبر 2002  | إس تي إس-112   | أتلانتيس | 6      | 10 أيام و19 ساعة | كينيدي       | - رحلة تجميع لمحطة الفضاء الدولية | [ 246 ] [ 247 ]             |
| 112    | 23 نوفمبر 2002 | إس تي إس-113   | إنديفور  | 7/7    | 13 يوم و18 ساعة  | كينيدي       | - رحلة تجميع لمحطة الفضاء الدولية مع تبادل الطاقم - آخر مهمة ناجحة قبل بعثة إس تي إس-107 | [ 248 ] [ 249 ]             |
| 113    | 16 يناير 2003  | إس تي إس-107   | كولومبيا | 7      | 15 يوم و22 ساعة  | لايوجد       | - لمصلحة مؤسسة استروتيش - تحطم المكوك ومقتل طاقمة | [ 250 ] [ 251 ]             |
| 114    | 26 يوليو 2005  | إس تي إس-114   | ديسكفري  | 7      | 13 يوم و21 ساعة  | إدواردز      | - أول رحلة بعد كارثة كولومبيا - تقيم واختبار سلامة الطيران - صيانة محطة الفضاء الدولية - إرسال وحدة رافايللو لمحطة الفضاء الدولية                                                                       | [ 252 ] [ 253 ]             |
| 115    | 4 يوليو 2006   | إس تي إس-121   | ديسكفري  | 7 /6   | 12 يوم و18 ساعة  | كينيدي       | - تقديم امدادات لمحطة الفضاء الدولية وتبادل الطاقم - إرسال وحدة ليوناردو للمحطة | [ 254 ] [ 255 ]             |
| 116    | 9 سبتمبر 2006  | إس تي إس-115   | أتلانتيس | 6      | 11 يوم و19 ساعة  | كينيدي       | - رحلة تجميع إثنين من ألواح الطاقة الشمسية في محطة الفضاء الدولية | [ 256 ] [ 257 ]             |
| 117    | 9 ديسمبر 2006  | إس تي إس-116   | ديسكفري  | 7/7    | 12 يوم و21 ساعة  | كينيدي       | - تجميع عدد من الوحدات في محطة الفضاء الدولية تحت اشراف مؤسسة استروتيش - تبادل الطاقم | [ 258 ] [ 259 ]             |
| 118    | 8 يونيو 2007   | إس تي إس-117   | أتلانتيس | 7/7    | 13 يوم و20 ساعة  | إدواردز      | - رحلة تجميع عدد من ألواح الطاقة الشمسية في محطة الفضاء الدولية - تبادل الطاقم | [ 260 ] [ 261 ]             |
| 119    | 8 أغسطس 2007   | إس تي إس-118   | إنديفور  | 7      | 12 يوم و18 ساعة  | كينيدي       | - تجميع عدد من الوحدات في محطة الفضاء الدولية - أول مرة تستخدم الطاقة التي يتم توليدها في المحطة من قبل مكوك فضاء                                                                                       | [ 262 ] [ 263 ]             |
| 120    | 23 أكتوبر 2007 | إس تي إس-120   | ديسكفري  | 7/7    | 15 يوم وساعتين   | كينيدي       | - تركيب الحجرة الانفصالية (هارموني) في محطة الفضاء الدولية - تبادل الطاقم | [ 264 ] [ 265 ]             |
| 121    | 7 فبراير 2008  | إس تي إس-122   | أتلانتيس | 7/7    | 12 يوم و18 ساعة  | كينيدي       | - رحلة تجميع وتركيب مختبر كولومبوس الأوروبي في محطة الفضاء الدولية - تبادل الطاقم | [ 266 ] [ 267 ]             |
| 122    | 11 مارس 2008   | إس تي إس-123   | إنديفور  | 7/7    | 15d 18h          | كينيدي       | - تجميع وتجربة مختبر كيبو الياباني في محطة الفضاء الدولية، بالاستعانة برجل آلي بذراعين - تبادل الطاقم                                                                                                   | [ 268 ] [ 269 ]             |
| 123    | 31 مايو 2008   | إس تي إس-124   | ديسكفري  | 7/7    | 13 يوم و18 ساعة  | كينيدي       | - استكمال تجميع مختبر كيبو في محطة الفضاء الدولية | [ 270 ] [ 271 ]             |
| 124    | 14 نوفمبر2008  | إس تي إس-126   | إنديفور  | 7/7    | 15 يوم وساعتين   | إدواردز      | - تجميع وحدة ليوناردو في محطة الفضاء الدولية - تبادل الطاقم | [ 272 ] [ 273 ]             |
| 125    | 15 مارس 2009   | إس تي إس-119   | ديسكفري  | 7/7    | 12 يوم و19 ساعة  | كينيدي       | - رحلة تجميع محطة الفضاء الدولية، شملت كذلك تركيب ألواح طاقة شمسية | [ 274 ] [ 275 ]             |
| 126    | 11 مايو 2009   | إس تي إس-125   | أتلانتيس | 7      | 12 يوم و21 ساعة  | إدواردز      | - آخر مهمة صيانة لمرصد هابل الفضائي - جميع البعثات اللاحقة كانت إلى محطة الفضاء الدولية. | [ 276 ] [ 277 ] [ 278 ]     |
| 127    | 15 يوليو 2009  | إس تي إس-127   | إنديفور  | 7/7    | 15 يوم و16 ساعة  | كينيدي       | - تجميع مختبر كيبو في محطة الفضاء الدولية | [ 279 ] [ 280 ]             |
| 128    | 28 أغسطس 2009  | إس تي إس-128   | ديسكفري  | 7/7    | 13 يوم و21 ساعة  | إدواردز      | - رحلة تجميع وحدة ليوناردو في محطة الفضاء الدولية - تبادل الطاقم - آخر هبوط في قاعدة إدواردز | [ 281 ] [ 282 ]             |
| 129    | 16 نوفمبر 2009 | إس تي إس-129   | أتلانتيس | 6 /7   | 10 أيام و19 ساعة | كينيدي       | - تركيب منصتين لتخزين قطع الغيار في محطة الفضاء الدولية | [ 283 ] [ 284 ]             |
| 130    | 8 فبراير 2010  | إس تي إس-130   | إنديفور  | 6      | 13 يوم و18 ساعة  | كينيدي       | - تجميع وحدتي نود وكوبولا الأوروبيتين في محطة الفضاء الدولية | [ 285 ] [ 286 ]             |
| 131    | 5 أبريل 2010   | إس تي إس-131   | ديسكفري  | 7      | 15 يوم و3 ساعات  | كينيدي       | - استكمال تجميع وحدة ليوناردو في محطة الفضاء الدولية - سبق الرحلة بليلة ذكرى إطلاق برنامج مكوك الفضاء                                                                                                   | [ 287 ] [ 288 ]             |
| 132    | 14 مايو 2010   | إس تي إس-132   | أتلانتيس | 6      | 11 يوم و18 ساعة  | كينيدي       | - تجميع وحدة راسفيت الروسية في محطة الفضاء الدولية | [ 289 ] [ 290 ]             |
| 133    | 24 فبراير 2011 | إس تي إس-133   | ديسكفري  | 6      | 12 يوم و19 ساعة  | كينيدي       | - تجميع وحدة ليوناردو لتخزين قطع الغيار والخدمات اللوجستيه في محطة الفضاء الدولية - آخر رحلة للمكوك ديسكفري                                                                                             | [ 291 ] [ 292 ]             |
| 134    | 16 مايو 2011   | إس تي إس-134   | إنديفور  | 6      | 15 يوم و18 ساعة  | كينيدي       | - رحلة تجميع مطياف ألفا المغناطيسي في محطة الفضاء الدولية - آخر رحلة على متن المكوك إنديفور | [ 293 ] [ 294 ]             |
| 135    | 8 يوليو 2011   | إس تي إس-135   | أتلانتيس | 4      | 12 يوم و18 ساعة  | كينيدي       | - تفريغ امدادات متنوعة ولوجستية في وحدة رافايللو في محطة الفضاء الدولية - آخر رحلة على متن مكوك أتلانتيس - الرحلة الأخيرة لبرنامج مكوك الفضاء                                                           | [ 295 ] [ 296 ] [ 297 ]     |

## البعثات الملغية
تم إلغاء عدة بعثات حول المدار بسبب المخاطر العالية التي قد تتعرض لها البعثة، وأُلغيت العديد من البعثات التي كان مخططاً لها بسبب تأخر تطوير المكوكات في بداية البرنامج، إضافة إلى كارثتي تحطم مكوكيّ الفضاء تشالنجر وكولومبيا.
قطعت أربعة بعثات رحلتها عن الموعد المقرر خلال وجودها في المدار بسبب حدوث مشاكل، إس تي إس-2 (عطل داخلي)، إس تي إس-35 (الطقس)، إس تي إس-44 (عطل داخلي)، وإس تي إس-83 (عطل داخلي، وعوضت في بعثة إس تي إس-94).

## بعثات الإنقاذ

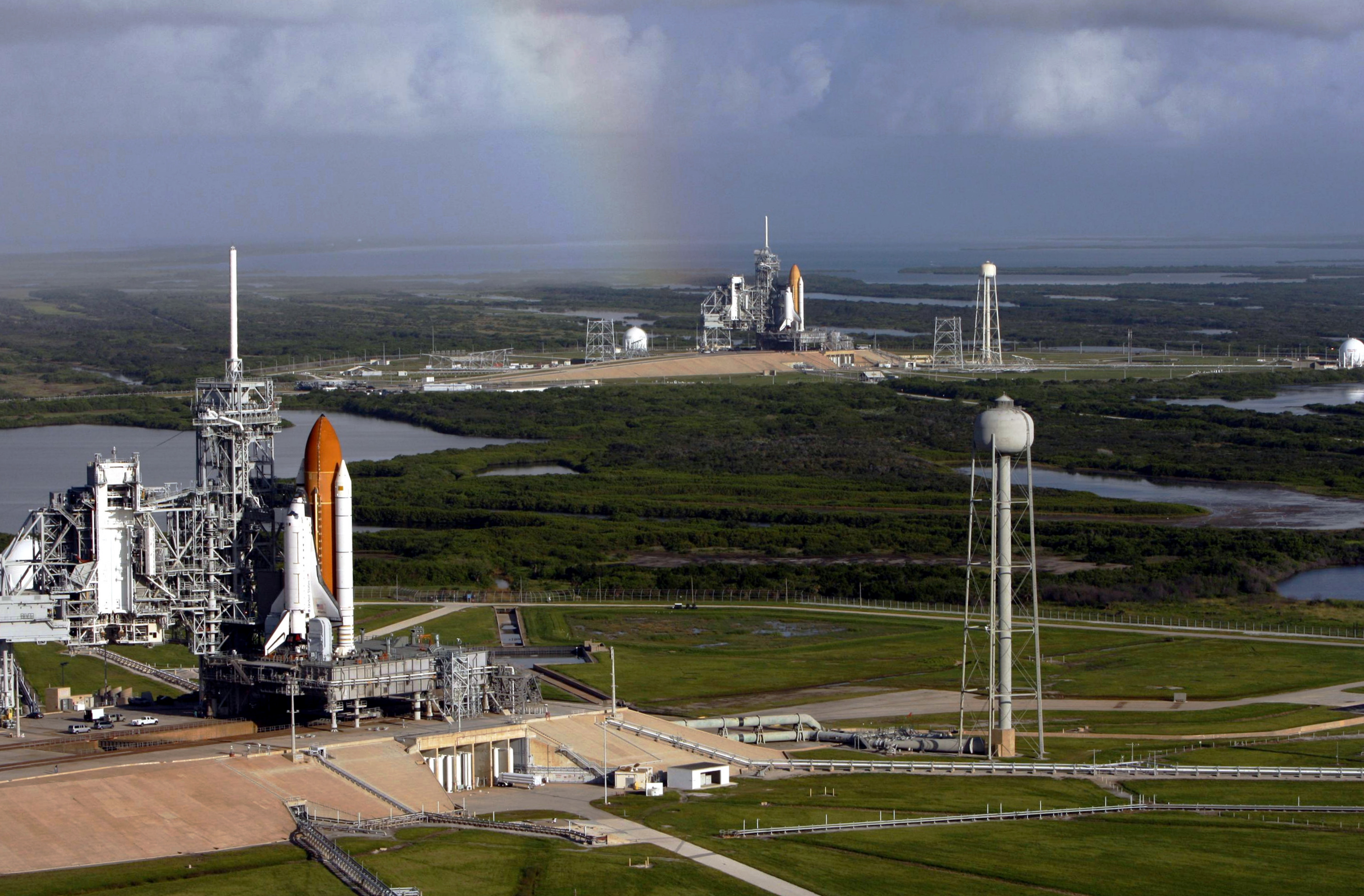
أتلانتيس وإنديفور على منصتي الإطلاق إل سي-39آي وإل سي-39بي في مجمع الإطلاق بمركز كينيدي في آن واحد، إنديفور كان مخططاً أن يطلق في بعثة إنقاذ إس تي إس-400 في حال عدم قدرة البعثة إس تي إس-125 على متن أتلانتيس العودة بسلام إلى الأرض.

إس تي إس-300 الترقيم الذي تم اعتماده لبعثة إنقاذ مكوك الفضاء عند الحاجة، لبعثتيّ إس تي إس-114 وإس تي إس-121 في حال تعرض المكوك في أي من البعثتين لتلف أو ضرر لايمكنه من العودة إلى الأرض والهبوط بأمان، يتم إطلاق البعثة فور تعرض البعثة العادية للخطر، وقد عينت ناسا لإنقاذ بعثة إس تي إس-115 عند الضرورة إس تي إس-301، بعد بعثة إس تي إس-115 استندت ناسا في تسمية بعثات الإنقاذ باستبدال الرقم واحد بالرقم ثلاثة من البعثة التي تلي البعثة العادية، مثلاً بعثة إس تي إس-116 خصصت لها بعثة إس تي إس-317، لأن البعثة العادية المقررة بعد بعثة إس تي إس-116 هي بعثة إس تي إس-117، جميع بعثات الإنقاذ المحتملة يتم إطلاق مكوك بحمولة أربعة رواد، وتعود محملة بعشرة أو أحد عشر رائداً، والرقم يتفاوت حسب عدد طاقم المكوك في البعثة العادية الذين سيتم إنقاذهم.
بعثة إس تي إس-135 آخر بعثات برنامج مكوك الفضاء، كان مقرراً أن تكون بعثة إنقاذ لكنها جُعلت بعثة عادية، وكبديل آخر لبعثات الإنقاذ خططت ناسا استخدام مركبات سويوز الروسية.
| البعثة                  | بعثة الإنقاذ            |
| ----------------------- | ----------------------- |
| إس تي إس-114 (ديسكفري)  | إس تي إس-300 (أتلانتيس) |
| إس تي إس-121 (ديسكفري)  | إس تي إس-300 (أتلانتيس) |
| إس تي إس-115 (أتلانتيس) | إس تي إس-301 (ديسكفري)  |
| إس تي إس-116 (ديسكفري)  | إس تي إس-317 (أتلانتيس) |
| إس تي إس-117 (أتلانتيس) | إس تي إس-318 (إنديفور)  |
| إس تي إس-118 (إنديفور)  | إس تي إس-322 (ديسكفري)  |
| إس تي إس-120 (ديسكفري)  | إس تي إس-320 (أتلانتيس) |
| إس تي إس-122 (أتلانتيس) | إس تي إس-323 (ديسكفري)  |
| إس تي إس-123 (إنديفور)  | إس تي إس-324 (ديسكفري)  |
| إس تي إس-124 (ديسكفري)  | إس تي إس-326 (إنديفور)  |
| إس تي إس-125 (أتلانتيس) | إس تي إس-400 (إنديفور)  |
| إس تي إس-134 (إنديفور)  | إس تي إس-335 (أتلانتيس) |

## إحصاءات المكوكات
| مفتاح الجدول   |        |
| double-dagger  | تجريبي |
| علامة الخنجرية | تحطم   |

| المكوك    | تعين ناسا | عدد البعثات | مدة البعثات      | المدارات | أطول بعثة       | أول بعثة       | أول بعثة      | آخر بعثة       | آخر بعثة       | رسو على مير/م.ف.د | المصادر                                 |
| المكوك    | تعين ناسا | عدد البعثات | مدة البعثات      | المدارات | أطول بعثة       | البعثة         | التاريخ       | البعثة         | التاريخ        | رسو على مير/م.ف.د | المصادر                                 |
| --------- | --------- | ----------- | ---------------- | -------- | --------------- | -------------- | ------------- | -------------- | -------------- | ----------------- | --------------------------------------- |
| إنتربرايس | OV-101    | 5           | 19 د             | 0        | 5 د             | آي ال تي-12    | 12 أغسطس 1977 | آي ال تي-16    | 26 أكتوبر 1977 | – / –             | [ 304 ] [ 305 ] [ 306 ] [ 307 ]         |
| كولومبيا  | OV-102    | 28          | 300ي 17س 47د 15ث | 4,808    | 17ي 15س 53د 18ث | إس تي إس-1     | 12 أبريل 1981 | إس تي إس-107   | 16 يناير 2003  | 0 / 0             | [ 304 ] [ 305 ] [ 308 ] [ 309 ] [ 310 ] |
| تشالنجر   | OV-099    | 10          | 62ي 07س 56د 15ث  | 995      | 08ي 05س 23د 33ث | إس تي إس-6     | 4 أبريل 1983  | إس تي إس-51-إل | 28 يناير 1986  | 0 / 0             | [ 304 ] [ 305 ] [ 311 ] [ 312 ]         |
| ديسكفري   | OV-103    | 39          | 364ي 22س 39د 29ث | 5,830    | 15ي 02س 48د 08ث | إس تي إس-41-دي | 30 أغسطس 1984 | إس تي إس-133   | 24 فبراير 2011 | 1 / 13            | [ 304 ] [ 305 ] [ 313 ] [ 314 ]         |
| أتلانتيس  | OV-104    | 33          | 306ي 14س 12د 43  | 4,848    | 13ي 20س 12د 44ث | إس تي إس-51-جا | 3 أكتوبر 1985 | إس تي إس-135   | 8 يوليو 2011   | 7 / 12            | [ 304 ] [ 305 ] [ 315 ] [ 316 ]         |
| إنديفور   | OV-105    | 25          | 296ي 03س 34د 02ث | 4,677    | 16ي 15س 08د 48ث | إس تي إس-49    | 7 مايو 1992   | إس تي إس-134   | 16 مايو 2011   | 1 / 12            | [ 304 ] [ 305 ] [ 317 ] [ 318 ]         |
| المجموع   | —         | 135         | 1330ي 18س 9د 44ث | 21,158   | —               | —              | —             | —              | —              | 9 / 37            | —                                       |

## الجدول الزمني للبعثات
يستعرص المدرج التكراري التالي، الجدول الزمني للبعثات التي تم ارسالها للفضاء، حسب السنة، خلال مدة البرنامج بين عامي 1981-2011.